# L'occasion fait le larron
Pour plus de détails, voir Fiche technique et Distribution.
L'occasion fait le larron (La honradez de la cerradura) est un film espagnol réalisé par Luis Escobar, sorti en 1950.

## Fiche technique
- Titre : L'occasion fait le larron
- Titre original : La honradez de la cerradura
- Réalisation : Luis Escobar
- Scénario : Luis Escobar et Luis Escobar d'après la pièce de théâtre de Jacinto Benavente
- Musique : Joan Dotras i Vila
- Photographie : Emilio Foriscot
- Montage : Ramón Biadiú
- Production : José Carreras Planas
- Société de production : PECSA Films
- Pays :  Espagne
- Genre : Drame
- Durée : 88 minutes
- Dates de sortie : 
  -  Espagne : 16 octobre 1950

## Distribution
- Francisco Rabal : Ernesto
- Mayrata O'Wisiedo : Marta
- Ramón Elías : Chantajista
- Dolores Bremón : Doña Matilde
- Pilar Muñoz : Carmen
- María Victoria Durá : Rosa
- Mercedes Gisbert : Tony
- Concha López Silva : Vecina
- Paquita Bresoli
- Modesto Cid : Forense
- Miguel de Granada : Pedro
- Pedro Mascaró : Don Cristóbal
- Ramón Vaccaro : l'inspecteur de police
- Ricardo Martín : Ricardo
- Antonio Polo : Policía
- Esperanza Barrera : Ketty
- Jesús Puche : El Pipi
- Juan Velilla : Juan

## Distinctions
Le film a été présenté en sélection officielle en compétition au Festival de Cannes 1951.